# 고밀도 등가물
고밀도 등가물(Dense-rock equivalent, DRE)은 화산학에서 화산 분화의 부피를 추정하기 위해 사용되는 계산법이다. 역사적 또는 선사 시대 분화 규모의 널리 인정되는 측정 방법 중 하나는 폭발 단계에서 테프라로 알려진 경석과 화산재의 형태로 분출된 마그마의 부피나, 분출 단계에서 용암이 흘러나온 부피를 측정하는 것이다. 분화 부피는 일반적으로 세제곱킬로미터(km3) 단위로 표시된다.
테프라 부피에 대한 역사적 및 지질학적 추정치는 보통 분화가 끝난 후 지상에 쌓인 테프라 퇴적물의 분포와 두께를 매핑하여 얻는다. 역사적인 화산 폭발의 경우, 침식을 포함한 다른 지질학적 과정에 의해 시간이 지남에 따라 크게 변했을 수 있는 테프라 퇴적물에 대한 추가 추정치를 계산해야 한다. 이런 식으로 측정된 테프라 부피는 분출된 원래의 마그마 부피를 추정하기 위해 공극(경석 내부의 거품, 개별 경석 조각이나 화산재 사이의 빈 공간인 기공 구조)을 보정해야 한다. 이 보정은 테프라 퇴적물의 벌크 밀도를 테프라를 구성하는 원래의 기체 없는 암석 종류의 알려진 밀도와 비교하여 수행할 수 있다. 이 결과를 화산에서 분출된 부피의 고밀도 등가물이라고 불린다.
고밀도 등가물 계산은 화성과 같은 다른 행성에서의 화산 분화 규모를 측정하는 데에도 사용될 수 있다. 하지만 이러한 추정을 하는 데 있어 어려운 점은 테프라 퇴적물 또는 고밀도 암석의 밀도를 정확하게 추정하고, 테프라의 두께를 측정하며, 해당 테프라가 연구 중인 분화와 관련이 있는지 아니면 근처의 다른 분화와 관련이 있는지 판단하고, 지구에서보다 덜 알려져 있을 수 있는 다른 지질학적 과정으로 인한 변화를 추정하는 것이다.
청동기 시대 산토리니섬에서 발생한 미노스 화산 분화의 고밀도 등가물 분출량에 대한 중요한 연구는 고고학자들에게 고대 그리스어 및 고대 이집트 문화를 포함한 여러 문명 발달에 미친 분화의 영향을 더 잘 이해할 수 있는 데이터를 제공했다. 심해 코어 샘플을 포함한 경석 및 화산재 퇴적물에 대한 세심한 분석을 통해 연구자들은 테라섬의 주요 분화 각각에 대한 고밀도 등가물 부피 추정치를 계산할 수 있었다.

## 같이 보기
- 화산 폭발 지수